# Gorka Esteban Tercilla
Gorka Esteban Tercilla (n. Ezcaray, La Rioja, 2 de junio de 1990) es un exjugador español de pelota vasca en la modalidad de mano. Juega en la posición de delantero y es el hermano mayor del pelotari Víctor Esteban. El 21 de diciembre del 2017 se anunció su incorporación a la empresa Asegarce.

## Final del manomanista de 2.ª Categoría
| Año  | Campeón        | Subcampeón | Tanteo | Frontón |
| ---- | -------------- | ---------- | ------ | ------- |
| 2016 | Mendizabal III | Gorka      | 22-14  | Labrit  |

## Final del 4 y medio de 2.ª Categoría
| Año  | Campeón | Subcampeón | Tanteo | Frontón  |
| ---- | ------- | ---------- | ------ | -------- |
| 2015 | Gorka   | Jaka       | 22-18  | Adarraga |

## Final del parejas de 2.ª Categoría
| Año  | Campeones       | Subcampeones    | Tanteo | Frontón  |
| ---- | --------------- | --------------- | ------ | -------- |
| 2011 | Olaetxea-Albisu | Gorka-Merino    | 22-16  | Beotibar |
| 2013 | Gorka-Cecilio   | Rico IV-Untoria | 22-16  | Adarraga |
| 2014 | Jaka-Rezusta    | Gorka-Merino    | 22-4   | Labrit   |
| 2016 | Gorka-Tolosa    | Jaka-Larunbe    | 22-11  | Adarraga |